# Not Nam
 (août 2022).
Not Nam est un village du Laos situé dans la province de Luang Prabang, dans le district de Ngoy.